# 愛荷華灰狼
愛荷華灰狼（英語：Iowa Wolves）是NBA G聯盟的一支美國職業籃球隊。該球隊位於愛荷華州德梅因。隸屬於NBA球隊明尼蘇達灰狼。他們參加了由NBA運營的小型聯盟NBA G聯盟的比賽。在Wells Fargo Arena進行主場比賽。最初在2007年以愛荷華能源加入NBA發展聯盟（G聯賽），自2017-18賽季起被明尼蘇達灰狼收購並更名。